# مونروبينو
مونروبينو، (بالإنجليزية: Monrupino)‏، (السلوفينية: Repentabor)، هي بلدة و(بلدية) في مقاطعة ترييستي، في المنطقة الإيطالية فريولي فينيتسيا جوليا، وتقع على بعد حوالي 9 كيلومترات (5.6 ميل) شمال ترييستي، على الحدود مع سلوفينيا. اعتبارا من 31 ديسمبر 2004، كان عدد سكانها 848 وتبلغ مساحتها 12.7 كيلومتر مربع (4.9 ميل مربع). وفقا لتعداد عام 1971، 77.3 ٪ من السكان من السلوفين.

## السكان
في سنة 1871 بلغ عدد السكان  نسمة، وتطور العدد ليصل في سنة 2011 لـ 881 نسمة.
يظهر هذا المخطط البياني تطور النمو السكاني لـ مونروبينو